# دیولا آندراشی
کنت دْیولا آندراشی (مجاری: Andrássy Gyula; زادهٔ ۳ مارس ۱۸۲۳ – درگذشتهٔ ۱۸ فوریهٔ ۱۸۹۰) سیاستمدار و دیپلمات مجار بود. وی در ‎۱۸۶۷–۱۸۷۱ نخست‌وزیر پادشاهی مجارستان و در ‎۱۸۷۱–۱۸۷۹ وزیر امورخارجه اتریش-مجارستان بوده‌است.
او یک سیاستمدار محافظه کار بود که سیاست خارجی اش به دنبال گسترش امپراتوری به سمت جنوب شرقی اروپا، ترجیحاً با حمایت امپراتوری بریتانیا و امپراتوری آلمان ، بدون تحریک امپراتوری عثمانی بود . او روسیه را به دلیل سیاست های توسعه طلبانه خود در قبال مناطق اسلاو و ارتدکس، دشمن اصلی اتریش می دانست. همچنین او جنبش های ملی گرایانه اسلاو را تهدید اصلی برای یکپارچگی اتریش-مجارستان می دانست و نسبت به آنها بی اعتماد بود.